# Cargèse
Cargèse é uma comuna francesa na região administrativa da Córsega. Estende-se por uma área de 45,99 km². 